# دونالد ديكون
دونالد ديكون هو سياسي كندي، ولد في 24 أبريل 1920 في تورونتو في كندا، وتوفي في 16 سبتمبر 2003 في تشارلوت تاون في كندا. حزبياً، نشط في الحزب الليبرالي في أونتاريو ‏. وقد انتخب عضو برلمان مقاطعة أونتاريو.